# Astragalus karateginii
Astragalus karateginii es una especie de planta del género Astragalus, de la familia de las leguminosas, orden Fabales.

## Distribución
Astragalus karateginii se distribuye por Tayikistán y Afganistán.

## Taxonomía
Fue descrita científicamente por N. F. Gontscharow. Fue publicada en Fl. Tadzhiksk. S.S.R. 5: 660 (1937).